# Gustaf Dyrsch
Kurt Gustaf Wilhelm Dyrsch (Estocolm, 28 d'agost de 1890 – Sollentuna, Comtat d'Estocolm, 7 de maig de 1974) va ser un genet suec que va competir a començaments del segle xx.
El 1920 va prendre part en els Jocs Olímpics d'Anvers, on va disputar dues proves del programa d'hípica. En la competició del concurs complet per equips guanyà la medalla d'or. Aquesta medalla de bronze no és recollida per totes les fonts, però sí pel Comitè Olímpic Internacional. En el concurs complet individual abandonà.